# AIDS
Sygdommen aids (forkortelse for Acquired Immunodeficiency Syndrome eller Acquired Immune Deficiency Syndrome, engelsk for erhvervet immundefektsyndrom) er til stede, når visse specifikke infektioner eller cancerformer optræder hos en person smittet med HIV, Human immundefektvirus. HIV-1-virus-infektion medfører hos de fleste mennesker tiltagende svækkelse af immunforsvaret, først og fremmest pga. et fald i antallet af CD4-positive lymfocytter T-hjælpercelle; det er således oftest en følgesygdom, snarere end aids selv, der er dødelig. 
Aidsbegrebet blev indført som et epidemiologisk registreringsværktøj i 1980'erne. På det tidspunkt havde man ikke adgang til rutinemåling af CD4-tal. Man besluttede, at infektioner, der primært optræder hos personer med alvorlig immunsvækkelse som følge af hiv, skulle udløse diagnosen aids. Listen over aids-definerende sygdomme er lang: De vigtigste aids-definerende sygdomme omfatter svamp i spiserøret (Esophageal candidiasis), Pneumocystis jiroveci-lungebetændelse (PCP), infektion med atypiske mykobakterier, tuberkulose og cryptokok-meningitis. Cancerformer som er aids-definerende omfatter Kaposi sarkom (hudcancer) og lymfekræft (Non-Hodgkin lymfom). 
Før fremkomsten af effektiv hiv-kombinationsbehandling (1995) var prognosen efter en aids-definerende lidelse generelt dårlig med en median-overlevelse på ca. 2 år. Imidlertid er prognosen nu blevet meget betydeligt bedret, og selvom aids-definerende sygdomme i Danmark fortsat registreres og medfører, at en patient pr. definition har aids, så er dette nu ikke længere ensbetydende med en dårlig prognose. Prognosen afhænger nu først og fremmest af respons på hiv-behandling. 
Den 1. december er den årlige internationale aids-dag, der er anerkendt af blandt andet FN.